# Kościół św. Urszuli Ledóchowskiej w Gdyni
Kościół św. Urszuli Ledóchowskiej w Gdyni – rzymskokatolicki kościół parafialny znajdujący się w Gdyni w dzielnicy Chwarzno. Należy do dekanatu Gdynia-Śródmieście.

## Historia
- 1 sierpnia 1984 - erygowano parafię[1].
- 1986 - rozpoczęto budowę kościoła wg projektu Zbigniewa Zawistowskiego.
- 31 maja 1987 - Biskup Marian Przykucki wmurował w ścianę świątyni kamień węgielny pochodzący z Bazyliki św. Piotra.
- 1989 - Ukończenie budowy kościoła.
- 29 maja 1990 - Konsekracja kościoła, której dokonał biskup Marian Przykucki.

## Opis
Kościół kształtem przypomina złożone ręce do modlitwy. Na tylnej ścianie kościoła znajdują się dwa balkony, z czego na wyższym znajduje się chór organowy. Na ścianie prezbiterium znajduje się kopia obrazu Ostatnia Wieczerza, a nad nią 2,5 metrowy krzyż. W otoczeniu ołtarza znajdują się obrazy Matki Bożej Nieustającej Pomocy i Jezusa Miłosiernego. Pod balkonem bocznym znajduje się ołtarz poświęcony Patronce kościoła, świętej Urszuli Ledóchowskiej. Na tym ołtarzu znajdują się relikwie św. Urszuli, św. Faustyny i św. Klary. Na ścianach bocznych zawieszone są ponad 100-letnie stacje Drogi Krzyżowej. Pod chórem umieszczone są rzeźby św. Anny i św. Joachima. Na drugim balkonie znajdują się 10-głosowe organy, oraz obraz św. Cecylii. W wieży kościelnej znajdują się trzy dzwony z 1993 r, odlane w Przemyślu.